# Championnat d'Irlande de football 1974-1975
Navigation
Édition précédente Édition suivante
Le Championnat d'Irlande de football en 1974-1975. Bohemians FC remporte le championnat après une longue période de vaches maigres : le dernier titre datait de 1936 et le club a accumulé les dernières places lors des 15 dernières années.
C’est le sixième titre des Bohemians de Dublin.

## Les 14 clubs participants
- Athlone Town
- Bohemians FC
- Cork Celtic FC
- Cork Hibernians
- Drogheda United
- Dundalk FC
- Finn Harps
- Home Farm FC
- Limerick FC
- St. Patrick's Athletic FC
- Shamrock Rovers
- Shelbourne FC
- Sligo Rovers
- Waterford United

## Classement
| Place | Club                      | Points | Victoires | Nuls | Défaites | Buts pour | Buts contre | Différence |
| ----- | ------------------------- | ------ | --------- | ---- | -------- | --------- | ----------- | ---------- |
| 1er   | Bohemians FC              | 42     | 18        | 6    | 2        | 36        | 12          | +24        |
| 2e    | Athlone Town              | 33     | 13        | 7    | 6        | 45        | 32          | +13        |
| 3e    | Finn Harps                | 30     | 10        | 10   | 6        | 59        | 50          | +9         |
| 4e    | Cork Hibernians           | 29     | 10        | 9    | 7        | 42        | 25          | +17        |
| 5e    | Dundalk FC                | 28     | 10        | 8    | 8        | 37        | 36          | +1         |
| 6e    | Waterford United          | 27     | 10        | 7    | 9        | 48        | 46          | +1         |
| 7e    | Cork Celtic FC            | 26     | 8         | 10   | 8        | 43        | 44          | -1         |
| 8e    | Shamrock Rovers           | 25     | 10        | 5    | 11       | 32        | 37          | -5         |
| 9e    | Drogheda United           | 24     | 6         | 12   | 8        | 32        | 37          | -5         |
| 10e   | St. Patrick's Athletic FC | 23     | 8         | 7    | 11       | 30        | 37          | -7         |
| 11e   | Home Farm FC              | 20     | 7         | 6    | 13       | 31        | 44          | -13        |
| 12e   | Limerick FC               | 20     | 7         | 6    | 13       | 28        | 46          | -18        |
| 13e   | Shelbourne FC             | 19     | 6         | 7    | 13       | 33        | 38          | -5         |
| 14e   | Sligo Rovers              | 18     | 7         | 4    | 15       | 27        | 46          | -19        |

## Source
- (en) Alex Graham, Football in the Republic of Ireland : a Statistical Record 1921–2005, Soccer Books Ltd, novembre 2005, 142 p. (ISBN 978-1862231351).